# Juliet Barker
Juliet R. V. Barker (née en 1958) est une historienne britannique, spécialisée dans le Moyen Âge et la biographie littéraire. Elle est l'auteur d'un certain nombre d'œuvres bien considérées sur la famille Brontë, sur William Wordsworth et sur les tournois médiévaux. De 1983 à 1989, elle a été conservateur et bibliothécaire du Musée Brontë à Haworth, West Yorkshire.